# Ahaetulla rufusoculara
Ahaetulla rufusoculara — вид змій родини полозових (Colubridae). Описаний у 2021 році.

## Розповсюдження
Ендемік В'єтнаму. Виявлений у дельті Меконгу в провінції Шокчанг.

## Опис
Спинка яскраво-зелена з жовтою або білою смугою вздовж нижнього флангу. Очі яскраво-червоні.